# Les Deux Idiots de Mexicali
Pour plus de détails, voir Fiche technique et Distribution.
Les Deux Idiots de Mexicali (titre original : Mexicali Shmoes)  est un court métrage d'animation américain de la série Looney Tunes  mettant en scène Speedy Gonzales et Grosso Mineto, réalisé par Friz Freleng, sorti en 1959.

## Fiche technique
- Titre : Les Deux Idiots de Mexicali
- Titre original : Mexicali Shmoes
- Réalisation : Friz Freleng
- Scénario : Warren Foster
- Montage : Treg Brown
- Musique : Milt Franklyn, Carl W. Stalling (non crédité)
- Son : Treg Brown
- Producteur : John W. Burton
- Sociétés de production : Warner Bros. Cartoons
- Sociétés de distribution : Warner Bros. Cartoons
- Pays d'origine :  États-Unis
- Format : Couleur (Technicolor) — 35 mm — 1,37:1 — Son : Mono
- Genre : Film d'animation, Comédie
- Durée : 7 minutes
- Dates de sortie :
  -  États-Unis :  4 juillet 1959

## Distribution
- Mel Blanc : Speedy Gonzales (VF : Michel Mella) et Grosso Mineto (VF : Patrick Préjean)